# Национални парк Руски север
Национални парк Руски север (рус. Национальный парк «Русский север») један је од националних паркова на северу Русије, стациониран у Кириловски рејону, у Вологодској области. Основан је 20. марта 1992. године, а име Руски север добио је због његовог положаја на северу Русије. У оквиру парка постоји велики број значајних природних пејзажа и културних добара, као што су манастир Кирило-Белозерски и манастир Ферапонтов, места од великог историјског и верског значаја.

## Историја
У 13. веку подручје које данас чини овај парк било је део Белозерске кнежевине, а у 14. веку, био је у оквиру Велике московске кнежевине. Године 1937. хришћански светитељ Кирил Бјелозерски, тада монах и ученик Сергеја Радоњешког, основао је манастир Кирило-Белозерски, који је заједно са манастиром Ферапонтов био подређен надбискупима из Ростова.
У 15. и 16. веку, манастир Кирило-Белозерски развио се у један од најутицајнијих манастира у Русији. Велики број људи је долазило да посети ове манатире, па је тако река Шексна била један од најчешће коришћених пловних путева који повезују централну и северну Русију.
Осамдесетих година 20. века развијен је концепт националних паркова, који раније није постојао у Совјетском Савезу, а Вологодска област је затражила да створи један национални парк. Док је иницијални избор био стварање парка у Витегорском округу на северозападу области, како би се заштитили крашки предели, ипак је на крају одлучено да се статут националног парка додели у Кириловски рејону, због веће шансе за развијање туризма. Пројекат парка развијен је у периоду од 1989—1990. године, а национални парк је основан 20. марта 1992. године.

## Локација и географија
Национални парк је стационаран на јужном делу Кириловски рејона, око 100 км североистично од града Кирилов, источно од Белог језера и северозападно од Кубенског језера. Само 45,6% површине парка заправо припада националном парку. Свака активност везана за производњу је забрањена у заштићеној зони парка. Остатак земљишта није отуђен и користи се, углавном као пољопривредна земља, а посебно, град Кирилов, који се такође налази унутар парка. Национални парк такође укључује манастире Кирило-Белозорски, Ферапонтов и манастир Горицки, као и делове Северно-Двинског канала и Волга-Балткичког канала.
Воде заузимају 69,8% површине парка, а мочваре 7,1%. Већина подручја су брдовити предели глацијалног порекла. Неколико брда, као што су Маура, Сандирева и Типсина су заштићени као природни споменици. Постоје још два природна споменика, као што су Соколски бор, подручје које је покривено боровом шумом и налази се на самој обали вештачког језера Шексна. Предео Шалго-Бодуновски, подручје у оквиру парка је шумовито и са ограниченим приступом, а у њему се штите примерци смрче и борове шуме која је готово исчезла у Волготској области.

## Туризам
Град Кирилов, са Кирило-Белозерским манастиром, као и манастирима Ферапонтов и Горитски су туристичке атракције које се налазе у оквиру парка. Манастир Ферапонтов је увршћен као место светске баштине. До свих ових туристичких атракција изграђени су путеви и стазе који посетиоцима омогућавају лакши долазак.

## Галерија
- Поглед на језеро и Кирило-Белозерски манастир
- Кирило-Белозерски манастир
- Поглед са језера на манастир Ферапонтов
- Јутро на језеру
- Ферапотновско језеро